# Accès à Internet en Syrie
 (janvier 2021).
Si vous disposez d'ouvrages ou d'articles de référence ou si vous connaissez des sites web de qualité traitant du thème abordé ici, merci de compléter l'article en donnant les références utiles à sa vérifiabilité et en les liant à la section « Notes et références ».
L'accès à Internet en Syrie est apparu tardivement. Après des débuts sous le contrôle de l'État, il s'est lentement libéralisé jusqu'au début de la Guerre civile syrienne.

## Historique
Jusqu'en 1999, les citoyens syriens n'étaient pas autorisés à s'abonner à Internet. Cependant, certaines institutions de l’État ont accès à Internet dès 1997.         
En 2000, le Dr Hasnaa Skhita publie une étude sur l'histoire et les projets d'Internet en Syrie. Ce projet a été lancé en 1996 par la Syrian Telecommunications Corporation (en) et la société de l’information, avec la coopération scientifique et consultative de l’Institut supérieur des sciences appliquées et de la technologie. Il est approuvé par le gouvernement syrien le 29 décembre de la même année. Au début, un grand nombre de participants étaient des organismes gouvernementaux ou semi-gouvernementaux de Syrie. 
Le projet pilote consistait en un serveur qui stocke les adresses des abonnés et le courrier électronique, un routeur connecté de l'extérieur avec un fournisseur de services global avec une bande passante de 64 Kbps et à l'intérieur avec 20 modems, ainsi qu'un serveur dédié pour surveiller le réseau et bloquer les sites indésirables. 
En 2001, un homme d'affaires syrien a réussi à conclure un accord avec la Société scientifique syrienne pour l'informatique afin d'exploiter un fournisseur de services pour l'association portant son nom pour une période de cinq ans. Cet l'accord a été renouvelé en 2006 avec le changement du nom du fournisseur de services en « Premier ». En 2004, 1 % environ de la population utilise internet, qui cumule les difficultés techniques et politiques : embargo américain sur le matériel, abonnement difficiles et craintes de la censure ou de la répression.
En 2005, seuls deux serveurs, contrôlés  par le gouvernement, sont disponibles. L'arrivée d'un troisième serveur  « Aya », ne change pas le caractère très contrôlé de la situation.  Ce nouveau serveur s'accompagne d'un autre fournisseur de services de télécommunications, « Tarasul » ; un nouveau fournisseur de services privés, « CEC », leur a été ajouté plus tard. La connexion à distance était le service le plus utilisé par les Syriens avant la diffusion des abonnements ADSL haut débit.
À la fin de l'année 2010, le service ADSL a commencé à se propager de manière significative en Syrie, où le nombre de prestataires de services privés a atteint 15, tous basés dans la capitale, Damas.   

### 2011: printemps arabes et soulèvement populaire en Syrie
Blogueurs et cybermilitants sont régulièrement arrêtés en Syrie, ce qui témoigne de la surveillance d'internet par les services de renseignement syriens.   
Les militants syriens s'organisent pour manifester en communiquant via les réseaux sociaux et les comités locaux de coordination utilisent également internet. Comme les régimes autoritaires tunisien et égyptien l'avaient fait pour tenter de river les manifestants de moyens de communication, le régime syrien coupe l'accès à internet à plusieurs reprises à partir du printemps 2011,,,.   

### Depuis 2012: révolution
En 2012, le gouvernement syrien, qui est classé parmi les « ennemis d'internet » par Reporters sans frontières, bloque son accès à ses 5 millions d'internautes. Ces coupures d'accès à internet et à l'électricité sont récurrentes avant les assauts du régime sur les zones assiégées,,. Les Syriens vivant dans des zones tenues par l'opposition ou assiégées utilisent donc d'autres moyens pour avoir accès à internet.    
Au début de l'année 2017, le nombre de prestataires de services est passé à 30, ainsi qu'un correspondant pour le gouvernement syrien[pas clair].